# Weißohr-Baumwollratte
Die Weißohr-Baumwollratte (Sigmodon leucotis) ist ein im zentralen Mexiko verbreitetes Nagetier in der Gattung der Baumwollratten. Sie ist eng mit der Gelbbraunen Baumwollratte (Sigmodon fulviventer) verwandt. Das Typusexemplar stammt aus dem Bundesstaat Zacatecas.

## Merkmale
Mit einer Gesamtlänge von 225 bis 250 mm, inklusive eines 84 bis 105 mm langen Schwanzes und mit einem Gewicht von 86 bis 140 g ist die Art ein mittelgroßer Gattungsvertreter. Es kommen 27 bis 30 mm lange Hinterfüße und 16 bis 21 mm lange Ohren vor. Das Fell hat oberseits eine graubraune Farbe und auf der Unterseite sind die Haare an den Wurzeln grau sowie an den Spitzen weiß. Typisch sind graubraune Füße, ein Schwanz mit Schuppen, die kleiner sind als bei der Stachligen Baumwollratte (Sigmodon hispidus) und der unterseits heller ist. Die Unterschiede zu nahe verwandten Arten liegen in Abweichungen des Schädelbaus.

## Verbreitung
Das Verbreitungsgebiet reicht von den südlichen Bereichen der mexikanischen Bundesstaaten Chihuahua und Nuevo Leon bis nach Oaxaca. Die Exemplare halten sich in recht trockenen Wäldern mit Eichen und Kiefern auf. Der Unterwuchs besteht aus Sträuchern und Gräsern, wobei auch angrenzende Busch- und Grasflächen besucht werden. Eine häufige Pflanze des Gebiets ist Ceanothus fendleri. Diese Baumwollratte lebt im Hügelland und in Gebirgen, wo sie am Vulkanfeld Ajusco-Chichinautzin 3600 Meter Höhe erreicht. Häufiger ist sie bis 2600 Meter Höhe.

## Lebensweise
Die Weißohr-Baumwollratte ist tagaktiv und ruht nachts in einem einfachen unterirdischen Bau oder in bodennahen Baumhöhlen, wo ein Nest aus Pflanzenteilen angelegt wird. Die Nahrungssuche erfolgt meist am Vormittag und am späten Abend. Die Art frisst recht unterschiedliche Organismen wie Blätter, Kräuter, Pflanzensamen, Insekten, Vogeleier und kleine Echsen. Die Zusammensetzung der Nahrung variiert je nach Jahreszeit. Wiesel und beutegreifende Vögel sind die hauptsächlichen Feinde der Art.
Weibchen können sich das ganze Jahr fortpflanzen. Nach etwa 35 Tagen Trächtigkeit werden 5 bis 12 Nachkommen geboren. Die meisten Geburten finden im Sommer statt. Die Weißohr-Baumwollratte teilt ihr Revier mit verschiedenen anderen Baumwollratten und mit anderen Wühlern.

## Gefährdung
Es liegen keine Bedrohungen vor und die Gesamtpopulation wird als groß eingeschätzt, obwohl genaue Daten fehlen. Die IUCN listet die Art als nicht gefährdet (least concern).